# Famille ignatienne
La famille ignatienne regroupe de façon informelle (sans lien structurel) les différentes congrégations, communautés, mouvements ou associations - tant religieuses que laïques - de spiritualité ignacienne mais relevant de statuts canoniques différents. Elles partagent en particulier la pratique des Exercices spirituels d'Ignace de Loyola.
Leurs effectifs varient, selon les cas, de quelques dizaines de membres à plusieurs dizaines de milliers (123 000 pour la Communauté de vie chrétienne en 2006). Leur nom se réfère parfois au fondateur des Jésuites ou à François-Xavier. Plusieurs de ces groupes ont été fondés par des jésuites.

## Instituts de vie consacrée
- La Compagnie de Jésus, fondée par Ignace de Loyola (1540)[3]
- La Compagnie de Sainte-Ursule, fondée par Anne de Xainctonge  (1606)[4]
- La Compagnie de Marie-Notre-Dame, fondée par Jeanne de Lestonnac (1607)[5]
- La Congrégation de Jésus, fondée par Mary Ward (1609)[6]
- L'Institut de la Bienheureuse Vierge Marie, fondé par Mary Ward (1609)[7]
- L’Institut des sœurs de Saint-Joseph, fondé par le jésuite Jean-Pierre Médaille (1650)
- Les Sœurs de la doctrine chrétienne, fondées par Jean-Baptiste Vatelot (1716)[8]
- les Filles du Cœur de Marie, fondées par le jésuite Pierre-Joseph de Clorivière  et Adélaïde de Cicé (1790)[9]
- La Société du Sacré-Cœur de Jésus, fondée par Madeleine-Sophie Barat (1800)
- Les Sœurs de Sainte-Chrétienne, fondées par les époux de Méjanès (1807)[10]
- Les Oblats de la Vierge Marie, fondés par le P. Bruno Lanteri (1816)[11]
- Les Sœurs de Sainte-Clotilde, fondées par Antoinette Aubry Desfontaines et Jean-Baptiste Rauzan (1821)[12]
- Les sœurs de Notre-Dame du Cénacle, fondées par le jésuite Étienne Terme (1826)
- La Congrégation des Sœurs de Marie Auxiliatrice, fondée par Marie-Thérèse de Soubiran (1854)[13]
- Les Auxiliatrices, fondées par Eugénie Smet (1856)[14]
- Les Religieuses de Saint-André, adoptent une constitution ignatienne (1857)[15]
- Les Sœurs de Marie-Réparatrice, fondées par Émilie d'Oultremont (1857)[16]
- Les Filles de Jésus, fondées par Candida María de Jesús (1872)[17]
- Les Oblates du Cœur de Jésus, fondées par Louise Thérèse de Montaignac (1874)[18]
- Les Petites sœurs de l'ouvrier fondées par Jules Sambin (1880)[19].
- Les Ursulines du Cœur de Jésus Agonisant, fondées par Ursule Ledóchowska (1920)[20]
- Les Xavières, fondées par Claire Monestès (1921)
- Les Auxiliaires du Sacerdoce, fondées par Marie Galliod (1926)[21]
- La Sainte-Croix de Jérusalem, fondée par le jésuite Jacques Sevin et Jacqueline Brière (1944)[22]
- La Congrégation de la Retraite, union de trois congrégations ignatiennes féminines (1966)
- Les Sœurs du Christ, union de sept congrégations ignatiennes féminines (1976)[23]
- Les Sœurs de Jésus Serviteur, union de cinq congrégations ignatiennes féminines (2007)[24]

## Sociétés de vie apostolique
- La Communauté apostolique Saint-François-Xavier, fondée par Madeleine Daniélou et le jésuite Léonce de Grandmaison (1911)[25]

## Associations laïques
- Les Congrégations mariales, fondées par le jésuite Jean Leunis (1563-1584)[26]
- La Communauté de vie chrétienne [CVX], qui succède, en 1952, aux congrégations mariales avant d'être reconnue par le Vatican en 1971[26]
- La Communauté du Chemin Neuf, le jésuite Laurent Fabre (1973)[27]
- Le Réseau Jeunesse ignatien (1984)[28]

## Famille ignatienne étendue
Il existe également ce qu'on peut appeler la « famille ignatienne étendue » qui comprend les chrétiens qui sans être d'obédience catholique ont choisi la spiritualité ignatienne comme cadre de leur relation personnelle à Dieu et au Christ. Parmi ceux-ci, se trouvent des anglicans ou épiscopaliens, des luthériens, des méthodistes, des presbytériens, des mennonites, des quakers ou encore des membres le l'United Reformed Church.